# Station Sandå
Station Sandå is een voormalig spoorwegstation in het dorp Sandå in de gemeente Åmli in het zuiden van Noorwegen. Het station lag aan de spoorlijn tussen Treungen en Arendal, de Treungenbanen. In 1967 werd het noordelijke deel, van Nelaug tot Treungen, van de lijn gesloten. Drie jaar later werd de lijn vanaf Simonstad opgebroken. Het stationsgebouw in Sandå dateert uit 1913. Het werd ontworpen door Ivar Næss. Het is in particulier bezit en geniet bescherming als cultureel erfgoed.